# Rivenich
Rivenich là một đô thị ở huyện Bernkastel-Wittlich, trong bang Rheinland-Pfalz, Đô thị Rivenich có diện tích 7,78 km², dân số thời điểm ngày 31 tháng 12 năm 2006 là 724 người.